# أنامور

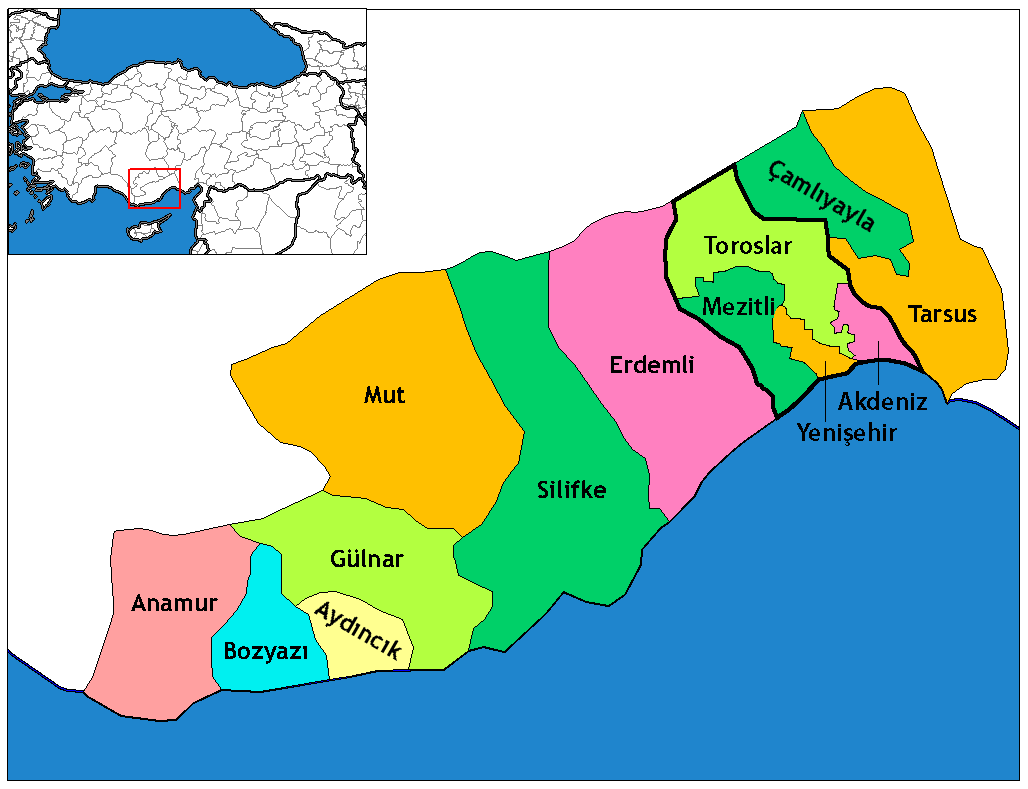
مناطق محافظة مرسين

أنامور (بالتركية: Anamur)‏، بلدة ومنطقة تابعة لمحافظة مرسين على ساحل البحر الأبيض المتوسط جنوبي تركيا، وتقع بين مدينتي أنطاليا ومرسين.
أنامور هي أقصى نقطة جنوب تركيا، وهي منتجع ساحلي وتشتهر بالموز والفول السوداني.